# Bud Ogden
Carlos "Bud" Ogden (San Luis Obispo, California, 29 de diciembre de 1946) es un exjugador de baloncesto estadounidense que jugó durante 2 temporadas en la NBA. Con 1,98 metros de altura, lo hacía en la posición de alero. Es hermano del también exjugador Ralph Ogden.

## Trayectoria deportiva

### Universidad
Jugó durante tres temporadas con los Broncos de la Universidad de Santa Clara, en las que promedió 17,8 puntos y 8,6 rebotes por partido. En 1967 consiguió el récord de puntos en un partido de los Broncos, al anotar 55 ante Pepperdine.

### Profesional
Fue elegido en la decimotercera posición del Draft de la NBA de 1969 por Philadelphia 76ers, donde jugó durante dos temporadas, siendo uno de los últimos hombres del banquillo. Su mejor campaña fue la 1969-70, cuando promedió 4,1 puntos y 1,8 rebotes por partido.

## Estadísticas de su carrera en la NBA

### Temporada regular
| Temporada | Edad | Equipo             | Liga | P  | TIT | MIN | TC  | TCA | %TC  | 3P | 3PA | %3P | TL  | TLA | %TL  | R.OF. | R.DEF. | REB | ASIS | ROB | TAP | PER | FP  | PTS |
| 1969-70   | 23   | Philadelphia 76ers | NBA  | 47 |     | 7.6 | 1.7 | 3.7 | .477 |    |     |     | 0.6 | 0.8 | .692 |       |        | 1.8 | 0.7  |     |     |     | 1.3 | 4.1 |
| 1970-71   | 24   | Philadelphia 76ers | NBA  | 27 |     | 4.9 | 0.9 | 2.4 | .364 |    |     |     | 0.7 | 1.0 | .692 |       |        | 0.7 | 0.6  |     |     |     | 0.8 | 2.4 |
| Total     |      |                    | NBA  | 74 |     | 6.6 | 1.4 | 3.2 | .445 |    |     |     | 0.6 | 0.9 | .692 |       |        | 1.4 | 0.6  |     |     |     | 1.1 | 3.5 |

### Playoffs
| Temporada | Edad | Equipo             | Liga | P | MIN | TCA | TC | 3PA | 3P | TLA | TL | R.OF. | REB | ASIS | ROB | TAP | PER | FP | PTS | %TC  | %3P | %FT  | MIN  | PTS  | REB | AST |
| 1969-70   | 23   | Philadelphia 76ers | NBA  | 1 | 12  | 5   | 9  |     |    | 2   | 4  |       | 1   | 6    |     |     |     | 0  | 12  | .556 |     | .500 | 12.0 | 12.0 | 1.0 | 6.0 |
| 1970-71   | 24   | Philadelphia 76ers | NBA  | 1 | 4   | 0   | 2  |     |    | 0   | 0  |       | 2   | 0    |     |     |     | 1  | 0   | .000 |     |      | 4.0  | 0.0  | 2.0 | 0.0 |
| Total     |      |                    | NBA  | 2 | 16  | 5   | 11 |     |    | 2   | 4  |       | 3   | 6    |     |     |     | 1  | 12  | .455 |     | .500 | 8.0  | 6.0  | 1.5 | 3.0 |